# 希望ケ丘 (名古屋市)
希望ケ丘（きぼうがおか）は、愛知県名古屋市千種区の地名。現行行政地名は希望ヶ丘一丁目から希望ヶ丘四丁目。住居表示実施。

## 地理
名古屋市千種区北東部に位置する。西は鍋屋上野町字汁谷・霞ケ丘、南は自由ケ丘、北は富士見台、南東は鹿子殿に接する。

## 歴史

### 沿革
- 1959年（昭和34年）1月12日 - 千種区鍋屋上野町の一部により、同区希望ケ丘として成立[1]。
- 1964年（昭和39年） - 住居表示を実施[8]。
- 1986年（昭和61年）11月17日 - 一部が鹿子殿に編入される[9]。

## 世帯数と人口
2019年（平成31年）1月1日現在の世帯数と人口は以下の通りである。
| 町丁     | 世帯数  | 人口    |
| -------- | ------- | ------- |
| 希望ケ丘 | 895世帯 | 1,675人 |

### 人口の変遷
国勢調査による人口の推移
| 1960年（昭和35年） | 2,088人 | [ 10 ] |  |
| 1965年（昭和40年） | 2,825人 | [ 10 ] |  |
| 1970年（昭和45年） | 3,370人 | [ 11 ] |  |
| 1975年（昭和50年） | 3,179人 | [ 11 ] |  |
| 1980年（昭和55年） | 2,852人 | [ 12 ] |  |
| 1985年（昭和60年） | 2,713人 | [ 12 ] |  |
| 1990年（平成2年）  | 2,149人 | [ 13 ] |  |
| 1995年（平成7年）  | 2,161人 | [ 14 ] |  |
| 2000年（平成12年） | 1,891人 | [ 15 ] |  |
| 2005年（平成17年） | 1,709人 | [ 16 ] |  |
| 2010年（平成22年） | 1,779人 | [ 17 ] |  |

## 学区
市立小・中学校に通う場合の学校等は以下の通りとなる。また、公立高等学校に通う場合の学区は以下の通りとなる。
| 番・番地等 | 小学校                   | 中学校                 | 高等学校 |
| ---------- | ------------------------ | ---------------------- | -------- |
| 全域       | 名古屋市立富士見台小学校 | 名古屋市立千種台中学校 | 尾張学区 |

## 施設
- 千種消防署
- 名古屋市営北十字荘[7]
- 名古屋市営南希望荘[7]
- 名古屋市営中希望荘[7]
- 名古屋市営展望閣[7]
- 名古屋市営松景閣[7]
- 自由ヶ丘幼稚園[7]
- 真言宗豊山派医王寺[7]
- 千種台保育園[7]
- 希望ヶ丘遊園地[7]
- 希望ヶ丘郵便局[7]